# Alpen-Brandlattich
Der Alpen-Brandlattich (Homogyne alpina), auch Grüner Alpenlattich oder Gewöhnlicher Alpenlattich genannt, ist eine Pflanzenart aus der Gattung Brandlattich (Homogyne) in der Familie der Korbblütler (Asteraceae).

## Beschreibung

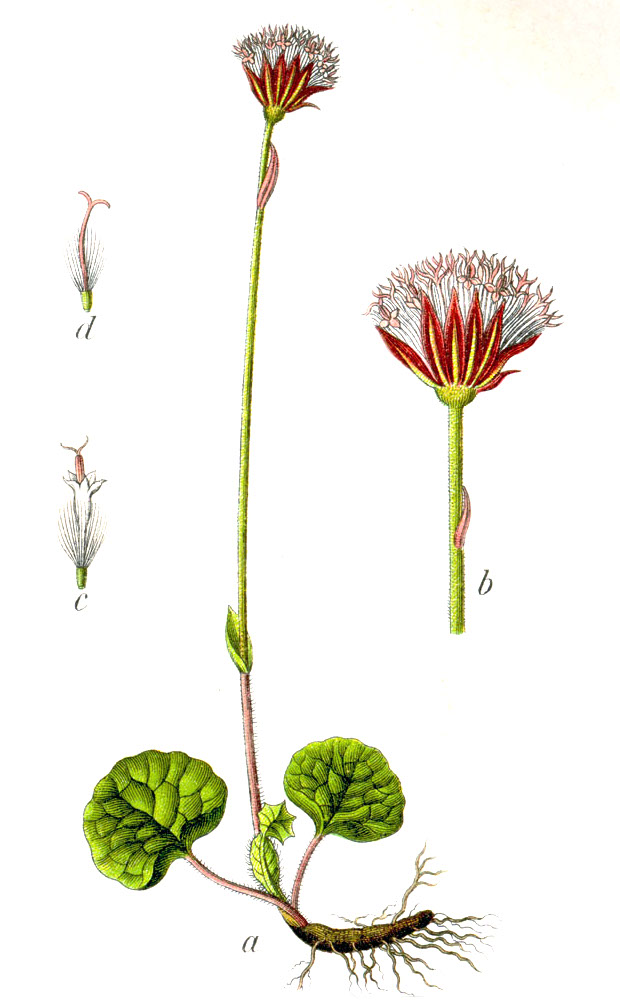
Illustration

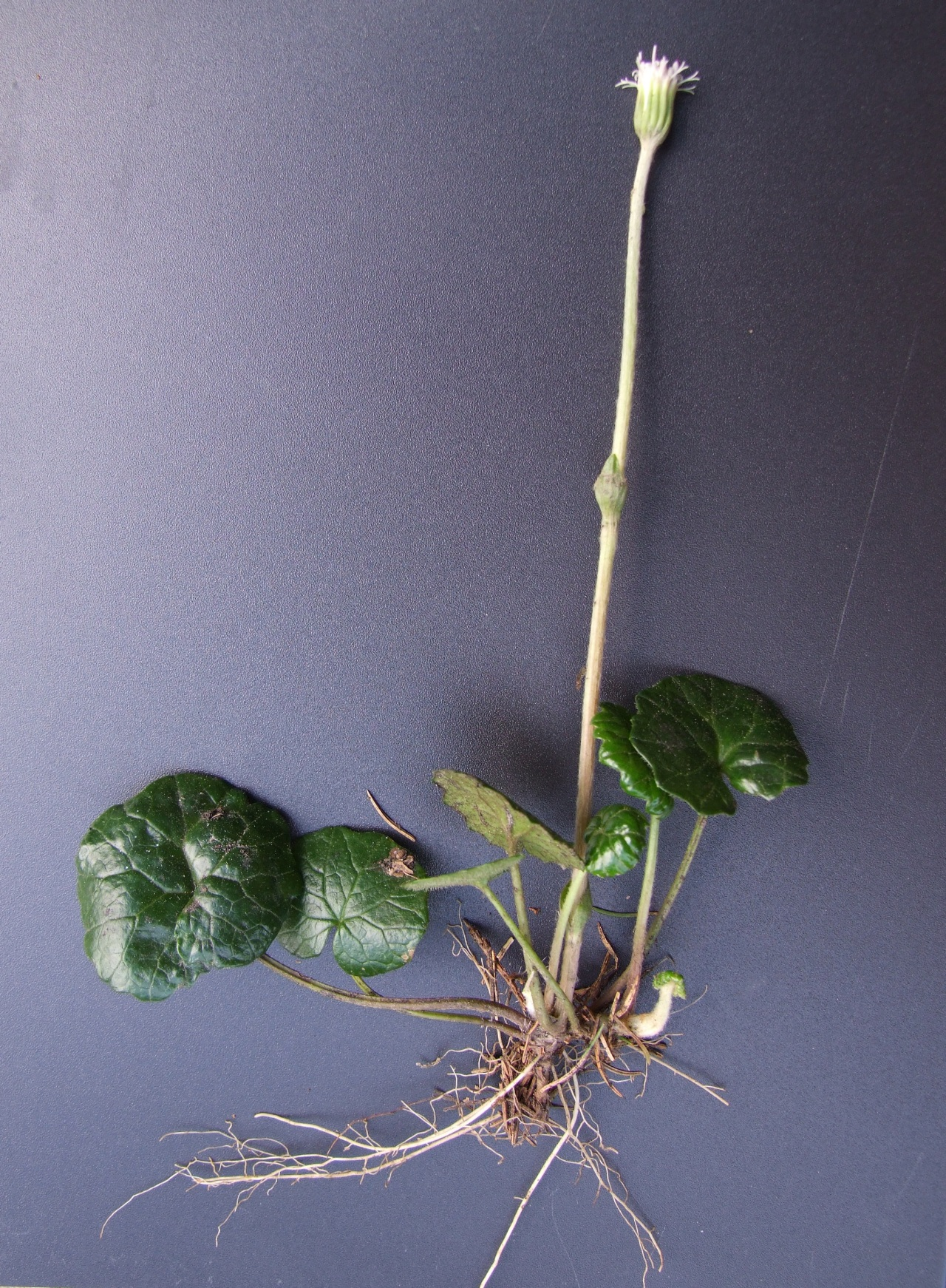
Unter- und oberirdische Pflanzenteile

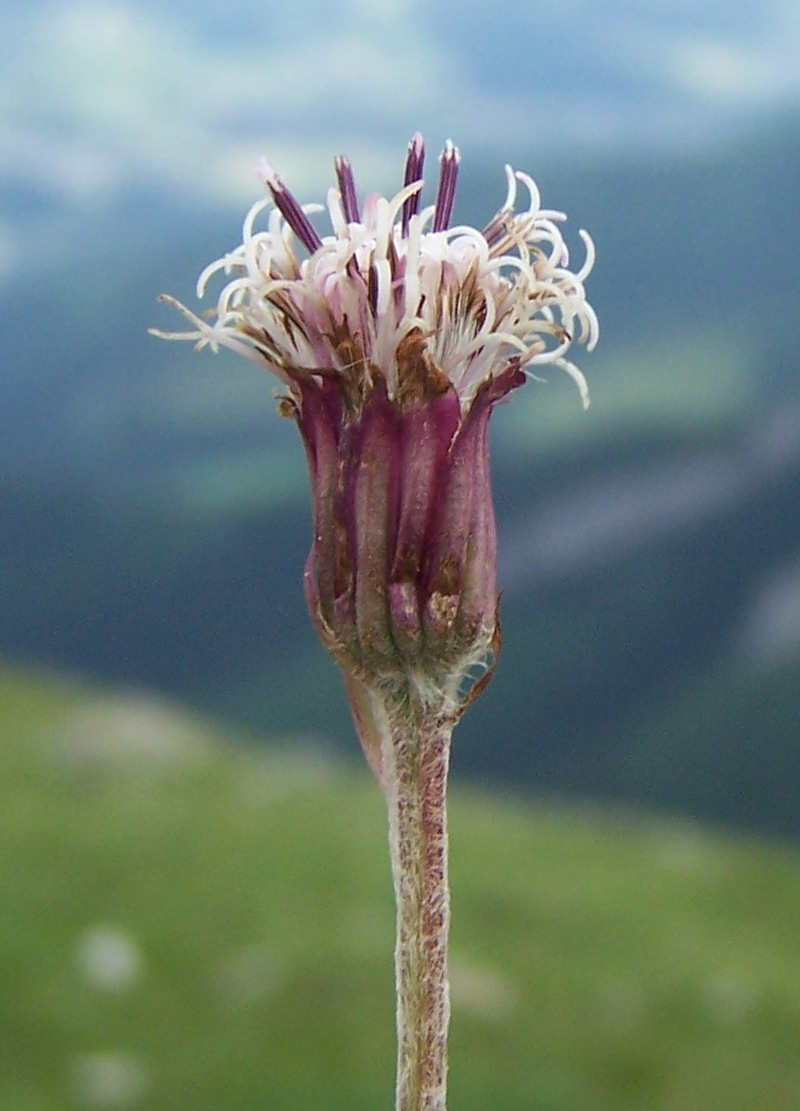
Blütenkorb im Detail

### Vegetative Merkmale
Der Alpen-Brandlattich ist eine ausdauernde krautige Pflanze, die Wuchshöhen von 10 bis 40 Zentimetern erreicht. Das Rhizom ist kriechend und wollig-schuppig. Der aufrechte Stängel ist häufig rotbraun und endet in nur einem Blütenkorb. Er ist silbrig-wollig behaart, verkahlt später und weist meist zwei kleine Schuppenblätter auf.
Die grundständigen Laubblätter sind in Blattstiel und -spreite gegliedert. Der Blattstiel ist relativ lang. Die lederig-derb Blattspreite ist kreisrund bis nierenförmig mit tief herzförmig ausgeschnitter Basis und geschweift-gekerbtem bis gekerbt-gezähntem Blattrand. Die Blattoberseite ist glänzend dunkel-grün und die -unterseite ist heller.

### Generative Merkmale
Die Blütezeit liegt zwischen Mai und August. Die Blütenkörbe stehen einzeln auf den Stängeln. Die Blütenkörbe sind 10 bis 15 Millimeter lang und haben einen Durchmesser von bis zu 25 Millimetern. Die einreihig angeordneten Hüllblätter sind grün, linealisch-lanzettlich, am Rand sowie am oberen Ende braunrot überlaufen und am Grund wollig behaart. Die Blüten sind rötlich und länger als die Korbhülle, die Kronzipfel sind purpurfarben. Die Scheibenblüten sind 7 bis 10 Millimeter lang.
Die Achäne ist 4 bis 5 Millimeter lang und weist einen 6 bis 8 Millimeter langen, schneeweißen Pappus auf.
Die Chromosomenzahl beträgt 2n = 120, 140 oder 160.

## Ähnliche Arten
Der dem Alpen-Brandlattich ähnliche Filz-Brandlattich (Homogyne discolor (Jacq.) Cass.), der in den Ostalpen vorkommt, unterscheidet sich durch die unterseits weißfilzigen Laubblätter.

## Ökologie
Der Alpen-Brandlattich ist ein Humus-Kriecher. Er ist eine Halbschattenpflanze. Die Bestäubung erfolgt durch Insekten, beispielsweise Fliegen und Falter oder Selbstbestäubung.

## Vorkommen
Es gibt Fundortangaben für Spanien, Andorra, Frankreich, Italien, die Schweiz, Deutschland, Österreich, Liechtenstein, Tschechien, Polen, die Slowakei, Slowenien, Kroatien, Albanien, Bosnien und Herzegowina, Serbien, Montenegro, Bulgarien, Rumänien, Nordmazedonien und die Ukraine.
Der Alpen-Brandlattich gedeiht in den Gebirgen des südlichen Mitteleuropas in Höhenlagen von 500 bis 3000 Metern. In den Allgäuer Alpen steigt er von Höhenlagen von etwa 530 Metern in Baden-Württemberg bei Doberatsweiler, einem Ortsteil von Achberg, bis zu 2384 Metern am Rauheckgipfel in Bayern auf. Am Piz Languard im Kanton Graubünden kommt er noch in Höhenlagen von 3258 Meter vor. In Baden-Württemberg kommt der Alpen-Brandlattich nur im Feldbergmassiv und an der Adelegg und im angrenzenden Voralpenland vor. Er ist hier insgesamt stark gefährdet. Am Feldberg erreicht er sogar die Höhenlagen von etwa 1490 Meter.
Der Alpen-Brandlattich wächst auf feuchten, humosen, moosigen Böden in Nadelwäldern, Gebüschen und Zwergstrauchheiden. Homogyne alpina ist eine Charakterart des Verbandes Piceion, kommt aber auch in Pflanzengesellschaften des Nardion oder Seslerion vor.
Die ökologischen Zeigerwerte nach Landolt et al. 2010 sind in der Schweiz: Feuchtezahl F = 3+ (feucht), Lichtzahl L = 3 (halbschattig), Reaktionszahl R = 2 (sauer), Temperaturzahl T = 2 (subalpin), Nährstoffzahl N = 2 (nährstoffarm), Kontinentalitätszahl K = 3 (subozeanisch bis subkontinental).

## Taxonomie
Die Erstveröffentlichung erfolgte 1753 unter dem Namen (Basionym) Tussilago alpina durch Carl von Linné in Species Plantarum, Seite 865. Die Neukombination zu Homogyne alpina (L.) Cass. wurde 1821 durch Alexandre Henri Gabriel de Cassini veröffentlicht. Ein weiteres Synonym für Homogyne alpina (L.) Cass. ist Tussilago sylvestris Scop. nom. illeg.